# Elezioni presidenziali in Cile del 1999
Le elezioni presidenziali in Cile del 1999 si tennero il 12 dicembre 1999 (primo turno) e il 16 gennaio 2000 (secondo turno).
Per la prima volta dal ritorno alla democrazia nel paese avvenuta 11 anni prima si svolse un ballottaggio. Il candidato della coalizione di centro-sinistra Concertación de Partidos por la Democracia Ricardo Lagos Escobar del Partito Socialista Cileno è arrivato primo al primo turno con il 47,95% ed al ballottaggio ha sconfitto il leader della Destra Joaquín Lavín Infante con il 51,31% al secondo turno.

## Risultati
| Candidati           | Partiti                                                            | I turno   | I turno | II turno  | II turno |
| Candidati           | Partiti                                                            | Voti      | %       | Voti      | %        |
| ------------------- | ------------------------------------------------------------------ | --------- | ------- | --------- | -------- |
| Ricardo Lagos       | Partito per la Democrazia Concertación: PDC - PPD - PS - PRSD - PL | 3 383 334 | 47,96   | 3 683 158 | 51,31    |
| Joaquín Lavín       | Unione Democratica Indipendente Alleanza per il Cile: RN - UDI     | 3 352 192 | 47,51   | 3 495 569 | 48,69    |
| Gladys Marín        | Partito Comunista del Cile La Izquierda: PC - NAP                  | 225 224   | 3,19    |           |          |
| Tomás Hirsch        | Partito Umanista Alleanza Umanista Verde: PH - I Verdi             | 36 235    | 0,51    |           |          |
| Sara Larraín        | Indipendente                                                       | 31 319    | 0,44    |           |          |
| Arturo Frei Bolívar | Unión de Centro Centro Progresista                                 | 26 812    | 0,38    |           |          |
| Totale              | Totale                                                             | 7 055 116 | 100     | 7 178 727 | 100      |

### Risultato per regione
| Risultato delle elezioni per regione | Risultato delle elezioni per regione | Risultato delle elezioni per regione | Risultato delle elezioni per regione | Risultato delle elezioni per regione | Risultato delle elezioni per regione | Risultato delle elezioni per regione | Risultato delle elezioni per regione | Risultato delle elezioni per regione | Risultato delle elezioni per regione | Risultato delle elezioni per regione |  |
| Candidato                            | I - Tarapacá                         | I - Tarapacá                         | II - Antofagasta                     | II - Antofagasta                     | III - Atacama                        | III - Atacama                        | IV - Coquimbo                        | IV - Coquimbo                        | V - Valparaíso                       | V - Valparaíso                       |  |
| ------------------------------------ | ------------------------------------ | ------------------------------------ | ------------------------------------ | ------------------------------------ | ------------------------------------ | ------------------------------------ | ------------------------------------ | ------------------------------------ | ------------------------------------ | ------------------------------------ |  |
| R. Lagos                             | 85.792                               | 49,43%                               | 116.008                              | 58,05%                               | 67.745                               | 59,82%                               | 161.302                              | 60,04%                               | 380.521                              | 47,92%                               |  |
| J. Lavín                             | 87.766                               | 50,57%                               | 83.831                               | 41,95%                               | 45.498                               | 40,18%                               | 107.352                              | 39,96%                               | 413.553                              | 52,08%                               |  |
| Totale                               | 173.558                              | 173.558                              | 199.839                              | 199.839                              | 113.243                              | 113.243                              | 268.654                              | 268.654                              | 794.074                              | 794.074                              |  |
| Candidato                            | VI - O'Higgins                       | VI - O'Higgins                       | VII - Maule                          | VII - Maule                          | VIII - Biobío                        | VIII - Biobío                        | IX - La Araucanía                    | IX - La Araucanía                    | X - Los Lagos                        | X - Los Lagos                        |  |
| R. Lagos                             | 207.900                              | 52,05%                               | 240.825                              | 52,03%                               | 510.035                              | 54,58%                               | 177.766                              | 42,97%                               | 238.745                              | 47,17%                               |  |
| J. Lavín                             | 191.507                              | 47,95%                               | 222.062                              | 47,97%                               | 424.453                              | 45,42%                               | 235.959                              | 57,03%                               | 267.387                              | 52,83%                               |  |
| Totale                               | 399.407                              | 399.407                              | 462.887                              | 462.887                              | 934.488                              | 934.488                              | 413.735                              | 413.735                              | 506.132                              | 506.132                              |  |
| Candidato                            | XI - Aisén                           | XI - Aisén                           | XII - Magallanes                     | XII - Magallanes                     | RM - Santiago                        | RM - Santiago                        |                                      |                                      |                                      |                                      |  |
| R. Lagos                             | 19.726                               | 47,66%                               | 41.273                               | 56,04%                               | 1.435.510                            | 51,31%                               |                                      |                                      |                                      |                                      |  |
| J. Lavín                             | 21.659                               | 52,34%                               | 32.378                               | 43,96%                               | 1.362.164                            | 48,69%                               |                                      |                                      |                                      |                                      |  |
| Totale                               | 41.385                               | 41.385                               | 73.651                               | 73.651                               | 2.797.674                            | 2.797.674                            |                                      |                                      |                                      |                                      |  |

## Candidature
Ricardo Lagos 
Economista e politico membro del Partito Socialista Cileno. Inizia la sua carriera politica nel Partito Radicale del Cile per poi continuare come indipendente di sinistra. All'ascesa di Salvador Allende come primo presidente socialista del Cile, Lagos divenne uno dei suoi più stretti collaboratori fino alla caduta del governo causata dal colpo di Stato del settembre '73 in cui il generale Augusto Pinochet assunse il ruolo di presidente della giunta militare di governo. Lagos assieme alla sua famiglia si trasferì a Buenos Aires e successivamente negli Stati Uniti e nel 1978 ritorna in Cile per entrare nelle file delle opposizioni alla dittatura, divenendo leader del Partito Socialista del Cile e dell'Alleanza Democratica, la prima coalizione di centro-sinistra formata assieme ai democristiani del PDC.
Membro del comitato per le libere elezioni, dopo la vittoria delle opposizioni nel referendum del 1988 Lagos sostenne la candidatura di Patricio Aylwin al presidenza del Cile come leader della coalizione di centro-sinistra Concertación de Partidos por la Democracia, la coalizione che governa il Cile dal 1990. Fondatore di un nuovo partito socialista chiamato Partito per la Democrazia Nel nuovo governo Aylwin Lagos divenne ministro dell'Istruzione, incarico che abbandonerà per candidarsi alle elezioni primarie del 1993 nelle quali è stato sconfitto da Eduardo Frei Ruiz-Tagle. Dopo la vittoria di Frei alle elezioni presidenziali del 1993, Lagos divenne ministro delle Opere Pubbliche nel nuovo governo di centro-sinistra.
Nel 1999 si candida alle primarie della coalizione sconfiggendo il senatore democristiano Andrés Zaldívar.
 Joaquín Lavín 
Militante del partito ultra-conservatore Unione Democratica Indipendente che fa parte della coalizione di destra Alianza por Chile.
Joaquín Lavín è stato consulente economico della giunta militare del generale Augusto Pinochet. Con il ritorno alla democrazia Joaquín Lavín si è opposto ai governi di centro-sinistra ed è stato eletto sindaco di Las Condes, un sobborgo di Santiago del Cile, alle elezioni comunali del 1996.
Lavín è divenuto uno degli uomini politici più popolari del Cile grazie al successo della sua amministrazione comunale ed è stato candidato dalla sua coalizione, Alianza por Chile, alle elezioni presidenziali a seguito della proclamazione da entrambi i partiti che compongono la destra cilena: Rinnovamento Nazionale ed Unione Democratica Indipendente, sconfiggendo il suo principale avversario ossia l'imprenditore Sebastián Piñera.
 Gladys Marín 
Insegnante e politica, militante del Partito Comunista del Cile fin dalla giovinezza. Durante la sua carriera scolastica ha cominciato ad avvicinarsi al mondo operaio del Cile.
Durante la dittatura del generale fascista Augusto Pinochet è stata una delle più fiere oppositrici accusando di aver violato i diritti umani basilari ma nel 1976 è stata costretta all'esilio ma cercando di portare a termine la creazione di un fronte unico dell'opposizione.
Alle elezioni parlamentari del 1997 ha tentato di essere eletta al Senato del Cile ma non è riuscita ottenendo quasi il 16% dei voti nel suo collegio.
 Tomás Hirsch 
Fotografo ed imprenditore, militante del partito di sinistra radicale Partito Umanista Cileno che inizialmente era parte integrante della coalizione di centro-sinistra Concertación de Partidos por la Democracia ma ha spinto per la fuoriuscita ed una corsa singolare ed in collaborazione con il Partito Comunista del Cile.
Dal 1990 al 1992 ha ricoperto la carica di ambasciatore cileno nella Nuova Zelanda. Candidatosi con insuccesso alle elezioni parlamentari.
 Sara Larraín 
Esponente del mondo ecologista. Lontana parente della madre del Presidente in carica Eduardo Frei Ruiz-Tagle. Si presenta come indipendente con un programma impernato sul rispetto dell'ambiente.
 Arturo Frei Bolívar 
Avvocato e politico, candidato del partito Unione Progressista di Centro Centro d'ispirazione conservatrice contrariamente al nome.
Arturo Frei è un cugino del Presidente in carica Eduardo Frei Ruiz-Tagle della DC e membro del centro-sinistra cileno. In passato militante del partito democristiano, a seguito dello spostamento a sinistra della DC A. Frei lascia il partito per sostenere il generale fascista militare Augusto Pinochet e sostenendolo al Referendum del 1988.
 Altre candidature 
- Nel mese di giugno del 1998 Gladys Marín Millie è stata candidata presidente della coalizione di Unidad de Izquierda che corrisponde al Partito Comunista del Cile. Per la prima volta il PC presenta una donna ed è la prima volta nella storia del Cile. Principale obiettivo della Marín è di creare un'alternativa sociale e politica all'attuale maggioranza di centrosinistra e all'opposizione di destra al governo.
- Tomás Hirsch ex ambasciatore in Nuova Zelanda è il leader del Partito Umanista Cileno ed è stato fra i promotori nel 1993 alla scissione dalla Concertación. Nel gennaio del 1999 in occasione della riunione dell'Internazionale Umanista annuncia la sua candidatura alla presidenza.
- Sara Larraín è riuscita ad ottenere le firme necessarie per le candidature indipendenti e si presenta con un programma ecologista.
- Arturo Frei Bolivar ex militante del PDC è stato proclamato il 9 agosto come il candidato dell'Unione del Centro Democratico Cileno.

## Liste
Concertazione dei Partiti per la Democrazia 
Gli ultimi anni del governo di Eduardo Frei Ruiz-Tagle sono stati caratterizzati dalla recessione economica e dalla crisi dovuta al crollo delle Borse valori dell'Asia, avvenuta nel 1997, e questo ha provocato diversi problemi al Paese sudamericano in quanto partner principale di molte nazioni asiatiche tra cui Giappone, Corea del Sud e Singapore. La disoccupazione è cresciuta notevolmente arrivando fino all'11%, il massimo dai tempi della dittatura totalitaria di Augusto Pinochet.
In questa situazione la DC cercava di esprimere un terzo candidato alla guida del centro-sinistra cileno e principali nomi che circolavano all'interno del partito su possibili candidati alle primarie erano: Gabriel Valdés, Alejandro Foxley, Enrique Krauss ed Andrés Zaldívar.
Fin dal ritorno alla democrazia l'ala sinistra della coalizione aveva come principale esponente Ricardo Lagos ed ancora una volta decise di ripresentarsi. Questa volta rispetto alle precedenti primarie Lagos risultava favorito rispetto a qualsiasi candidatura democristiana dovuto essenzialmente alla delusione dell'elettorato concertazionista nei confronti del Presidente Frei.
Ricardo Lagos ha deciso di presentarsi alle elezioni primarie e per questo motivo il 31 luglio del 1998 si è dimesso dal ministero delle Opere Pubbliche per poter presentare la propria candidatura.
La DC alla fine scelse come candidato Andrés Zaldívar. Il 30 maggio del 1999 si sono svolte le elezioni primarie e Lagos vince questa consultazione con oltre il 70% di circa 1,4 milioni di voti espressi, convertendosi nel primo candidato socialista dal 1973. A seguito di tale risultato il Partito Cristiano Democratico Cileno ha appoggiato pienamente Lagos divenendo il candidato unico del centro-sinistra.
Lagos presenta un programma politico di natura socialdemocratico come i precedenti programmi di governo dei due precedenti governi di conduzione democristiana.
 Alleanza per il Cile 
Nella Destra si tenta di trovare la candidatura adatta per le elezioni presidenziali a seguito dei disastrosi disastri delle elezioni del 1989 e del 1993 in cui ottenne rispettivamente il 29% ed il 24% dei consensi al primo turno.
Intanto il partito Unione Democratica Indipendente ha avanzato la candidatura del sindaco di Las Condes Joaquín Lavín che è stato eletto sindaco nel 1996 con una buona percentuale. La sua conduzione comunale è stata caratterizzata dalla tutela alla sicurezza, la lotta alla piccola criminalità ed una buona comunicazione con la cittadinanza.
Il partito Rinnovamento Nazionale è stata invece proposta la candidatura di Sebastián Piñera, imprenditore ed uno dei favoriti alla candidatura nel 1993 ma seguito dello scandalo che porta il suo nome (Piñeragate) e quindi è stata scartata tale ipotesi.
Piñera decise di ritirarsi e di appoggiare pienamente Lavín che è stato appoggiato anche da RN.

## Campagna elettorale
A seguito delle elezioni primarie aperte tutti i cittadini e quindi non solo ai militanti iscritti ai quattro partiti della Concertación, ha dato ottimismo alla coalizione di centro-sinistra al governo dal 1990. L'alto livello di partecipazione ha fatto credere che le elezioni di dicembre fossero già vinte.
Il socialista Lagos ha ottenuto una grande affermazione con il 71% dei consensi sconfiggendo il candidato della Democrazia Cristiana Zaldívar. Il totale dei partecipanti a questa tornata elettorale è stata di circa 1,4 milioni di elettori parti ad un quarto dell'elettorato complessivo cileno.
La Democrazia Cristiana a seguito della sconfitta ha deciso di appoggiare pienamente il candidato unico della coalizione entrando nel team di campagna elettorale, ma il partito è entrato in una fase di crisi interna.
Tuttavia l'Alianza por Chile, la coalizione di destra all'opposizione, candida il sindaco di Las Condes, il sobborgo più ricco di tutta Santiago del Cile, Joaquín Lavín dell'Unione Democratica Indipendente ed ex consulente economico della dittatura. Lavín conduce una campagna incentrata sul cambiamento ed è caratterizzata da un'intensa conduzione pubblicitaria. Tutto ciò contribuisce all'aumento dei consensi nei sondaggi da parte della destra ed un calo di Lagos che appare come il candidato della continuità e quindi corresponsabile della crisi economica che il Cile ha dovuto affrontare.
A seguito della detenzione del generale Augusto Pinochet Ugarte nel Regno Unito poteva permettere alla destra di depinochetizzarsi e presentarsi non più collusa con quel tragico periodo storico. Tuttavia la Concertación de Partidos por la Democracia che presenta la candidatura più a sinistra dal 1989 si mobilita per chiedere la condanna dell'ex dittatore. La destra intanto cerca di capitalizzare quel voto di protesta che potrebbe astenersi.
Nei sondaggi Lagos e Lavín sono pari mentre gli altri candidati ottengono bassi risultati.
A circa quaranta giorni dal primo turno si è svolto il dibattito televisivo tra i due candidati principali ossia Ricardo Lagos e Joaquín Lavín mentre i candidati fuori dagli schieramenti non hanno potuto partecipare. Il dibattito si è svolto in un esclusivo hotel di Santiago ed è durato circa 90 minuti. I temi trattati sono stati essenzialmente quattro. Ciascun candidato aveva la possibilità di controribattere per circa 30 secondi. Le regole seguite in questo dibattito sono le stesse nei dibattiti tipici del Nordamerica.
Lo share di questo dibattito è stato del 75% appena 3 punti inferiori rispetto al dibattito televisivo tra Patricio Aylwin ed il candidato della destra Hernán Burchi nel 1989. I sondaggi a seguito del dibattito hanno dato vincitore al candidato concertazionista con il 45,9% mentre quello della destra il 35,7%.
Fino agli ultimi giorni di campagna elettorale la distanza tra i due contendenti è stata molto bassa ma sempre a favore di Lagos.

## Ballottaggio
Il 16 gennaio 2000 si è svolto il ballottaggio tra Lagos e Lavín. Per questa tornata elettorale si è svolto un altro dibattito televisivo, come nel primo turno entrambi i candidati hanno preferito evitare domande relative all'estradizione di Augusto Pinochet dal Regno Unito nel timore di perdere i voti moderati del centro e degli indecisi, ago della bilancia nelle elezioni. Nel giorno delle elezioni il ministro inglese della giustizia, il laburista Jack Straw, ha concesso l'estradizione a Pinochet e questo ha destato forte preoccupazione nella destra e questo ha condizionato il voto di molti indecisi che alla fine hanno preferito Lagos.
I primi exit poll danno vincitore Lagos con il 51% dei consensi e nelle aree più povere del paese la percentuale arriva fino al 60%. Da questa tornata elettorale il centro-sinistra è uscito vincitore per la terza volta dal ritorno alla democrazia ma avrà forte difficoltà a causa di una blindata maggioranza conservatrice al Senato a causa delle nomine di senatori a vita da parte dell'esercito ancora fedele all'ex dittatore.
Il candidato Arturo Frei ha sostenuto al ballottaggio il leader dell'Alianza por Chile Lavín. I candidati della sinistra radicale hanno invece sostenuto Lagos.